# Mittlerer Eiskastenkopf
De Mittlerer Eiskastenkopf is een 3259 meter hoge bergtop in de Ötztaler Alpen in de gemeente Sankt Leonhard im Pitztal in de Oostenrijkse deelstaat Tirol.
De bergtop maakt deel uit van de Kaunergrat en ligt hemelsbreed achthonderd meter ten oosten van de Bliggspitze. De graat tussen de twee bergtoppen vormt de grens tussen de gletsjer Mittlerer Eiskastenferner in het noorden en de Hinterer Eiskastenferner in het zuiden. De meest gebruikelijke beklimming van de Eiskastenkopf begint bij het Taschachhaus en voert in drie tot vier uur over de zuidoostelijke graat in een tamelijk zware tot zware klimtocht naar de top.